# 2,3-Bisfosfoglicerynian
2,3-Bisfosfoglicerynian (2,3-BPG, od ang. 2,3-bisphosphoglycerate) – organiczny związek chemiczny z grupy estrów fosforanowych, difosforanowa pochodna kwasu glicerynowego. Występuje w erytrocytach w stężeniu bliskim stężeniu hemoglobiny (około 2 mM) i jest ważnym inhibitorem allosterycznym stabilizującym formę T hemoglobiny (nieutlenowaną) i utrudniającym przyłączenie tlenu. 
Powstaje z 1,3-bisfosfoglicerynianu, zwłaszcza podczas niedoboru tlenu, w reakcji katalizowanej przez mutazę bisfosfoglicerynianową i jest przekształcany dalej do 3-fosfoglicerynianu. Stanowi to alternatywną ścieżkę powstawania 3-fosfoglicerynianu w stosunku do standardowej glikolizy, od której różni ją też brak generowania na tym etapie wysoko energetycznej cząsteczki ATP. Korzyścią dla komórki jest natomiast stabilizacja przez 2,3-BPG nieutlenowanej formy T hemoglobiny, czego efektem jest zwiększenie dostępności tlenu.

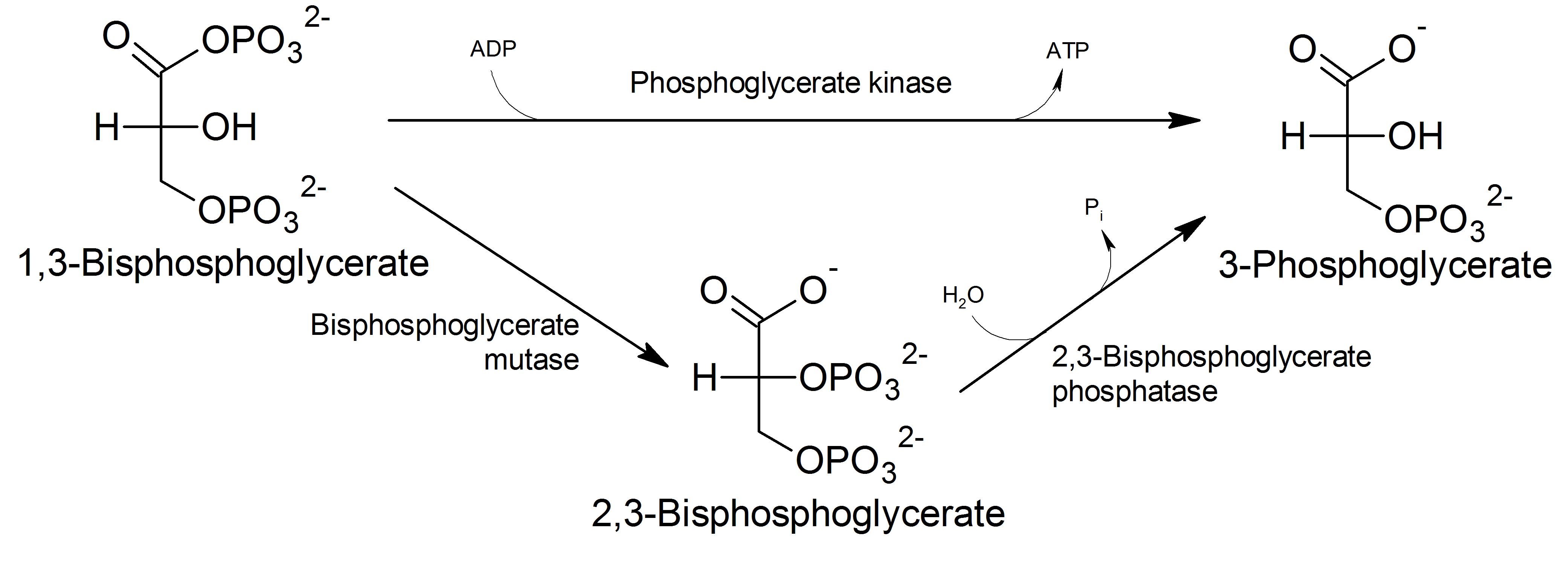
Powstawanie 3-fosfoglicerynianu na drodze standardowej glikolizy (ścieżka górna, z powstaniem ATP) i za pośrednictwem 2,3-BPG (ścieżka dolna, tzw. szlak Rapoporta-Lueberinga)